# Cirrhinus cirrhosus
Cirrhinus cirrhosus е вид лъчеперка от семейство Шаранови (Cyprinidae). Видът е световно застрашен, със статут Уязвим.

## Разпространение
Разпространен е в Индия (Западна Бенгалия и Тамил Наду). Внесен е в Бангладеш, Бутан, Виетнам, Камбоджа, Лаос, Мавриций, Малайзия, Мианмар, Непал, Пакистан, Тайланд, Филипини и Шри Ланка.